# Зэватрон
Зэватро́н — гипотетический источник элементарных частиц с энергией в 1 зеттаэлектронвольт (1021эВ, или 1 ЗэВ) и более. Название было дано по аналогии с названиями существующих ускорителей Бэватрон (109 эВ) и Теватрон (1012 эВ), расположенных на территории США. 
Природными зэватронами, возможно, являются активные ядра галактик — квазары и радиогалактики, которые выбрасывают струи раскалённой плазмы, состоящие из частиц данной энергии. Так, например, считается, что летом 2008 года в районе Крабовидной туманности был обнаружен природный зэватрон.
В условиях отдельно взятой планеты (в том числе планеты Земля) такие энергии недоступны.